# Справжній Гарфілд
Справжній Гарфілд — мультфільм 2007 року.

## Сюжет
Гарфілд — герой газетних коміксів вирішує змінити свій нудний світ на «справжній». Але дуже швидко він розуміє, що життя його було нудним, але — безпечним. За допомогою нових і старих друзів він рятується від кровожерливих чихуа-хуа і дворняг-бодібілдерів. Гарфілд розуміє, що справжній той, хто має справжнє серце.